# ماساتوشی ۳۱۶۷۱
سیارک ۳۱۶۷۱ (به انگلیسی: 31671 Masatoshi، نامگذاری:1999JY7) سی و یک هزار و ششصد و هفتاد و یکمین سیارک کشف شده‌است که در ۱۳ مه ۱۹۹۹ کشف شد.